# Ибрагим Мококский
Ибрагим Мококский (цез. Ибрагьим Невозияс) – дидойский военачальник, наиб имама Шамиля. Известен под прозвищем «Дидойский барс» за храбрость и стратегические способности. Национальный герой дидойского народа.

## Биография
Ибрагим родился в селении Мокок (ныне — Цунтинский район Республики Дагестан) в первой трети XIX века. По национальности — дидоец. С юных лет проявлял интерес к исламской религии, обучался у местных богословов, владел арабским языком. Отличался физической выносливостью, боевым духом и организаторскими способностями.
Как наиб, Ибрагим зарекомендовал себя строгим и справедливым командиром, пользовался большим уважением среди дидойцев и соседних народов. Руководил отрядами в различных операциях Имамата, включая походы в Восточную Грузию. Продолжал борьбу даже после пленения Шамиля в 1859 году.
Погиб в бою с царскими войсками в родном селении Мокок вместе с двенадцатью мюридами. Похоронен в Мококе. Его имя живёт в народной памяти как символ мужества, верности и горской чести.

## Участие в Кавказской войне
В 1854 году имамом Шамилем был организован поход в Кахетию через Дидоэтию. Тогда дидойцы во главе с наибом Ибрагимом первыми вошли в село Шилда. После этого его отряд вошёл в Цинандали и захватил семью князя Чавчавадзе. Предание гласит, что наиб Ибрагим прямо на коне въехал в апартаменты жены Чавчавадзе и на руках вынес её.
Даже после пленения Шамиля наиб Ибрагим, собрав разрозненные отряды из Дидо, направился освобождать сёла Дидоэтии и капучинцев, но силы были неравны. В последнем жестоком бою в башне над селением Мокок его с 12-ю мюридами убили. Похоронен Ибрагим в родном селении.

## Встреча с имамом Шамилем
Первая встреча Ибрагима Мококского с имамом Шамилем произошла в начале 1830-х годов во время сражения у селения Гергебиль. В этом бою Ибрагим, командуя дидойским отрядом, был тяжело ранен. Имам Шамиль, проявив сострадание и заботу, спас его, что стало началом их долгой дружбы и сотрудничества.
После выздоровления Ибрагим вернулся в родную Дидоэтию. Признавая его храбрость, преданность и лидерские качества, Шамиль, став имамом, назначил Ибрагима наибом над Дидойско-Ункратлинским обществом. В этой роли Ибрагим проявил себя как опытный полевой командир и верный сподвижник Имама. Он был известен своей храбростью, строгой дисциплиной и верностью делу имамата.
За свои заслуги и мудрость Ибрагим получил прозвище «Дидойский барс». Его знания, особенно в области арабской науки, высоко ценились, и он часто приглашался на диван, где его советы и предложения принимались во внимание.

## Память
В родном селе Мокок его имя помнят как одного из самых известных горских воинов времён Имама Шамиля. В наши дни полуразрушенной стоит та башня, как немой свидетель последней битвы наиба Ибрагима Мококского.